# 拉德氏野鯪
拉德氏野鯪，為輻鰭魚綱鯉形目鯉科的其中一個種。分布於非洲林波波河及庫內內河流域，體長可達30公分，喜棲息在砂泥底質的溪流，以有機碎屑為食，可做為食用魚及遊釣魚。

## 扩展阅读
維基物種上的相關：拉德氏野鯪